# Fabian von Auerswald
Fabian von Auerswald (* 1462; † min. 1544) ist der Verfasser eines deutschen Ringbuches und Fechtbuches im 16. Jahrhundert.

## Leben
Er lebte am Hofe des sächsischen Kurfürsten und verfasste 1539 in Wittenberg ein Ringbuch „Ringkunst: fünff und achtzig stücke zu ehren kurfürstlichen Gnaden zu Sachsen. Durch Fabian von Auerswald zugericht“: Am Schluss: „Gedruckt zu Wittenberg durch Hans Lufft M. D. XXXIX“, in autograph. Umdruck erneuert durch G. A. Schmidt und K. Wassmannsdorff, Leipzig 1869, mit Bildern, die von oder nach Lucas Cranach nachgezeichnet sind. Die Ringkunst ist so dargestellt, wie sie zur Zeit des Kurfürsten Ernst von seinen „weltberühmten Ringmeistern“ die jungen Fürsten und den Adel gelehrt wurde.
Es ist dies das zweitälteste gedruckte Werk dieser Art nach Egenolph 1529, das drittälteste, wenn man das Holzschnittwerk von Hans Folz, Ende des 15. Jahrhunderts, mitzählt. In älterer Zeit war die Lehre vom Ringen, in dem der Anfang der Turnkunst zu sehen ist, mit der Fechtkunst verbunden. Erst im 15. Jahrhundert erscheinen handschriftlich abgesonderte Lehrbücher der Ringkunst, deren eines dem Meister Ott, einem getauften Juden „der Herrn von Österreich Ringer“, zugeschrieben wird, deren anderes in einer vollständigen Handschrift des 15. Jahrhunderts und in verderbter Gestalt unter anderem in Albrecht Dürers „Fechthandschrift“ von 1512 übergegangen ist.
Auerswald lässt sich in den 1480er Jahren unter den Edelknaben des späteren Kurfürsten Friedrich III. von Sachsen und ab 1490/91 unter dessen Einrössern, einer Art niederadligen Leibgarde, am Hof nachweisen. Zu dieser Zeit tauchen die Meister Hans und Heinz/Hentz Ringer in den Rechnungen auf, unterrichten u. a. polnische Edelknaben im Ringen. Ende 1512 übernahm Auerswald das Jagdhaus und Vorwerk bei Weidenhain als Verwalter des Kurfürsten und erhielt zusätzlich 220 Gulden zur Einrichtung. 1522/23 entließ der Kurfürst Auerswald als Vorwerksverwalter, entschädigte ihn aber mit jährlichen Bezügen von 50 Gulden und einem Hofgewand.
Um die Entstehungszeit der „Ringkunst“ lässt sich von 1539 bis 1547 Hans Friedrich von Auerswald als Edelknabe am Hof nachweisen. Seit 1540 versuchte Auerswald seine Bezüge gegen den Besitz des Dorfes Gorschmitz zu tauschen, in dem er mit einem gebrechlichen älteren Bruder und zahlreichen Nachkommen lebte. Von 1544 stammt der letzte derartige Bittbrief, dem der Kurfürst im September des Jahres zustimmte.
Auerswald war der Stammvater der preußischen Familienlinie. Seine beiden Enkel Hans († 1608) und Georg gründeten die Linie Plauth und Tromanu.
Siehe hierzu auch: Auerswald (Adelsgeschlecht).